# Ласло Оварі
Ласло Оварі (угор. László Óváry; нар. 1 січня 1970, Будапешт) — угорський борець вільного стилю, срібний призер чемпіонату Європи, учасник Олімпійських ігор.

## Життєпис
Боротьбою почав займатися з 1986 року.
На чемпіонатах світу найкращим результатом стало сьоме місце на змаганнях 1994 року.
На Олімпіаді 1992 року в Барселоні потрапив до чільної десятки.
Виступав за спортивний клуб «Vasutas» Будапешт. Тренер — Геза Мольнар.

## Спортивні результати на міжнародних змаганнях

### Виступи на Олімпіадах
| Змагання                    | Збірна   | Вагова категорія          | Місце |
| --------------------------- | -------- | ------------------------- | ----- |
| Літні Олімпійські ігри 1992 | Угорщина | вільна боротьба, до 48 кг | 10    |

### Виступи на Чемпіонатах світу
| Змагання                        | Збірна   | Вагова категорія          | Місце |
| ------------------------------- | -------- | ------------------------- | ----- |
| Чемпіонат світу з боротьби 1991 | Угорщина | вільна боротьба, до 48 кг | 12    |
| Чемпіонат світу з боротьби 1994 | Угорщина | вільна боротьба, до 48 кг | 7     |
| Чемпіонат світу з боротьби 1995 | Угорщина | вільна боротьба, до 48 кг | 23    |

### Виступи на Чемпіонатах Європи
| Змагання                         | Збірна   | Вагова категорія          | Місце  |
| -------------------------------- | -------- | ------------------------- | ------ |
| Чемпіонат Європи з боротьби 1991 | Угорщина | вільна боротьба, до 48 кг | 6      |
| Чемпіонат Європи з боротьби 1992 | Угорщина | вільна боротьба, до 48 кг | 8      |
| Чемпіонат Європи з боротьби 1994 | Угорщина | вільна боротьба, до 48 кг | 4      |
| Чемпіонат Європи з боротьби 1995 | Угорщина | вільна боротьба, до 48 кг | Срібло |

### Виступи на інших змаганнях
| Змагання                           | Збірна   | Вагова категорія          | Місце  |
| ---------------------------------- | -------- | ------------------------- | ------ |
| Гран-прі Німеччини з боротьби 1993 | Угорщина | вільна боротьба, до 48 кг | 6      |
| Гран-прі Німеччини з боротьби 1994 | Угорщина | вільна боротьба, до 48 кг | Срібло |
| Гран-прі Німеччини з боротьби 1995 | Угорщина | вільна боротьба, до 48 кг | Срібло |
| Гран-прі Німеччини з боротьби 1996 | Угорщина | вільна боротьба, до 48 кг | 6      |

### Виступи на змаганнях молодших вікових груп
| Змагання                                       | Збірна   | Вагова категорія                 | Місце |
| ---------------------------------------------- | -------- | -------------------------------- | ----- |
| Чемпіонат Європи з боротьби серед кадетів 1986 | Угорщина | греко-римська боротьба, до 42 кг | 4     |
| Чемпіонат Європи з боротьби серед юніорів 1987 | Угорщина | вільна боротьба, до 46 кг        | 7     |
| Чемпіонат світу з боротьби серед юніорів 1988  | Угорщина | вільна боротьба, до 46 кг        | 6     |
| Чемпіонат світу з боротьби серед молоді 1989   | Угорщина | вільна боротьба, до 48 кг        | 7     |